# Pieter de Marees
Pieter de Marees est un commerçant et explorateur néerlandais.
Il s'est distingué par la rédaction d'un rapport détaillé sur son voyage à la côte de l'Or (Côte-de-l'Or néerlandaise) en 1602. Intitulé Beschrijvinghe ende historische verhael van het Gout Koninckrijck van Gunea anders de Gout-custe de Mina genaemt, liggende in het deel van Africa, c'est la première description approfondie de cette partie de l'Afrique en langue néerlandaise. Ce rapport a considérablement accru l'intérêt pour cette région dans les Provinces-Unies. Il a été traduit en français pré-classique, en allemand, en anglais et en latin et est resté le document le plus important sur la côte de l'Or jusqu'au Nauwkeurige beschrijving van de Guinese Goud- Tand- en Slavekust de Willem Bosman  en 1703.

## Œuvres
- Beschrijvinghe ende historische verhael van het Gout Koninckrijck van Gunea anders de Gout-custe de Mina genaemt, liggende in het deel van Africa, 1605
  - Traduction en français pré-classique : Description et recit historial du riche royaume d’or de Gunea, aultrement nommé, la coste de l’or de Mina, gisante en certain endroict d’Africque, imprimé chez Cornille Claesson, Amsterdamme, 1605. → lire en ligne sur Gallica